# 국제 도시 센터 협회
국제 도시 센터 협회 (International Downtown Association - IDA) 국제기구 인 "도시 센터" 세계 각국. 기관은 워싱턴 D.C., 미국에 있다. 2011년에 조직이 설립되었다.
이 조직의 목표는 [교통], 관광, [여행], 그리고 [여행]을 개선하기위한 더 나은 도구를 제공하기 위해 도시 주요 지점의 도시 구조와 주요 비즈니스 센터 및 주변 지역의 조직 구조에 대해 배우는 것이다. ], 도시에서의 비즈니스.
이 조직은 미국 및 전 세계의 학술 기관과 협력한다. 이 조직은 미국 전역의 도심에 관한 연구에 대한 월간 잡지를 발간하고 주제에 관한 국제 회의를 조직한다. 또한,이 조직은 전 세계의 도심을 다루고 관련을 맺고있는 다른 기관들을 모으고 있다.